# 8 mars
8 mars är den 67:e dagen på året i den gregorianska kalendern (68:e under skottår). Det återstår 298 dagar av året.

## Återkommande bemärkelsedagar

### FN-dagar
- Internationella kvinnodagen, temadag för att uppmärksamma kvinnors situation i världen (instiftad av Andra internationalen 1910, antagen som officiell FN-dag 1975)

### Övrigt
- Longyearbyens solfest. Solens återkomst till Longyearbyen på Svalbard firas årligen omkring klockan 12:30 den 8 mars.

## Namnsdagar

### I den svenska almanackan
- Nuvarande – Siv och Saga (Från och med 2018 delar Saga namnsdag med Siv.[1])
- Föregående i bokstavsordning
  - Filemon – Namnet fanns, till minne av den egyptiska martyren och helgonet Filemon från 300-talet omnämnd i Filemonbrevet, på dagens datum före 1901, då det utgick.
  - Filippa – Namnet infördes på dagens datum 1901, men flyttades 1993 till 2 maj, där det har funnits sedan dess.
  - Gunlög – Namnet infördes på dagens datum 1986, men flyttades 1993 till 30 december och utgick 2001.
  - Saga – Namnet infördes 1986 på 19 juli. 1993 flyttades det till dagens datum och utgick 2001. Namnet återkom dock på dagens datum 2018.
  - Siv – Namnet infördes 1986 på 6 september. 1993 flyttades det till dagens datum, där det har funnits sedan dess.
  - Åslög – Namnet infördes på dagens datum 1986, men gjorde 1993 sällskap med Gunlög till 30 december och flyttades 2001 till 12 september.
- Föregående i kronologisk ordning
  - Före 1901 – Filemon
  - 1901–1985 – Filippa
  - 1986–1992 – Filippa, Gunlög och Åslög
  - 1993–2000 – Siv och Saga
  - 2001–2017 – Siv
  - Från 2018 – Siv och Saga
- Källor
  - Brylla, Eva (red.): Namnlängdsboken, Norstedts ordbok, Stockholm, 2000. ISBN 91-7227-204-X
  - af Klintberg, Bengt: Namnen i almanackan, Norstedts ordbok, Stockholm, 2001. ISBN 91-7227-292-9
  - Pressmeddelande från Svenska Akademien

### Finlandssvenska almanackan
- Nuvarande från 1973[2] – Filip, Filippa
- I föregående revideringar[a][3]
  - 1929–1972 – Filip

## Händelser
- 1118 – Sedan påven Paschalis II har avlidit den 21 januari och Gelasius II har efterträtt honom tre dagar senare utses Mauritius Burtinus denna dag till motpåve av den tysk-romerske kejsaren Henrik V och tar namnet Gregorius VIII. Burdinus har nämligen blivit bannlyst av Paschalis II, sedan han har närmat sig kejsaren och denne försöker få honom som motvikt till den officielle påven Gelasius II. Redan året därpå förlorar han dock kejsarens beskydd och 1121 blir han avsatt och fängslad av den dåvarande påven Calixtus II. Gregorius VIII får sedan sitta fängslad till sin död 1137.
- 1558 – Den finska köpingen Björneborg i Satakunda får stadsprivilegium. Landhöjningen har nämligen gjort att hamnen i den intilliggande staden Ulvsby inte längre är tillgänglig för handelsfartyg och den finske hertigen Johan vill därför ha en stad för handel vid kusten.
- 1702 – Vid Vilhelm III:s död efterträds han som kung av England, Skottland och Irland av sin svägerska Anna, som därmed blir den sista regerande drottningen över England och Skottland. 1707 förenas nämligen dessa länder i realunion och bildar Kungariket Storbritannien, som Anna då blir regerande drottning över. Irland förblir ett eget kungarike till 1801.
- 1844 – Vid Karl XIV Johans död efterträds han som kung av Sverige och Norge av sin son Oscar I. Då den nye kungen är mycket liberal och progressiv har han redan som kronprins fått smeknamnet ”Framtiden”, eftersom de liberala krafterna i samhället hoppas mycket på honom. Marsoroligheterna fyra år senare leder dock till att kungen ändrar inriktning och blir mer konservativ, som sin far, vilket i sin tur leder till att exempelvis representationsreformen fördröjs till 1860-talet.
- 1862 – Slaget vid Hampton Roads under det amerikanska inbördeskriget inleds mellan nordstaternas USS Monitor och sydstaternas CSS Virginia. Slaget, som pågår till dagen därpå, slutar med nordsidans seger och blir världens första sjöslag mellan två pansarskepp. Slagets utgång visar, att pansarskeppen är vida överlägsna träfartygen, eftersom flera sådana har deltagit i striden, utan att ha tillfogat någotdera fartyg någon nämnvärd skada, men själva har blivit illa åtgångna.
- 1917 – På grund av matbrist och det pågående första världskriget utbryter ett uppror i den ryska huvudstaden Petrograd. Efter fyra dagar har det lett till att tsar Nikolaj II har abdikerat och att en provisorisk regering ledd av Georgij Lvov har installerats. Denna regering (från juli ledd av Aleksandr Kerenskij) leder Ryssland till och med november samma år, då bolsjevikerna tar makten genom oktoberrevolutionen. Detta våruppror går till historien under namnet februarirevolutionen, eftersom Ryssland vid denna tid fortfarande har den julianska kalendern, som går 13 dagar efter den gregorianska och det enligt den är den 23 februari.
- 1938 - Pablo Picassos monumentalmålning Guernica visas i Stockholm, Liljevalchs konsthall,[4] utställning "Matisse, Picasso, Braque och Laurens" 8 mars-3 april.
- 1950 – Sovjetunionen tillkännager att landet har framställt en atombomb.
- 1957 – Israel drar tillbaka sina trupper från Gazaremsan och Sinaihalvön, vilka de har ockuperat sedan oktober året före. Det israeliska tillbakadragandet leder också till, att Egypten öppnar Suezkanalen, som stängdes vid Suezkrisens utbrott vid det israeliska angreppet.
- 1960 – Radio Nord startas med devisen att folk borde välja "en station i det våta", Radio Nord, istället för "två torra", syftande på Sveriges Radios dåvarande två kanaler P1 och P2.
- 1965 – 3 500 soldater ur USA:s marinkår blir de första amerikanska stridsenheter som sätts in i det pågående Vietnamkriget. USA har redan haft soldater i Vietnam i några år, men man har förhållit sig passiv i kriget. Efter intermezzot i Tonkinbukten året före har man dock bestämt sig för att aktivt gå in i kriget på Sydvietnams sida och redan i augusti 1964 har USA börjat bomba mål i Nordvietnam. Nu inleds alltså även landburna stridigheter och kriget varar sedan till 1975.
- 1995 – Konstantinos Stefanopoulos vinner det grekiska presidentvalet och kan två dagar senare efterträda Konstantinos Karamanlis som Greklands president. Han blir omvald 2000 och sitter i de maximalt två perioder, som lagen tillåter, fram till 2005.

## Födda
- 1495 – Johannes av Gud, portugisisk-spansk munk, ordensgrundare och helgon
- 1601 – Christer Axelsson Posse, svensk jurist och landshövding  i Västernorrlands län och Västmanlands län
- 1714 – Carl Philipp Emanuel Bach, tysk tonsättare, musikpedagog och klaverspelare
- 1813 – Japetus Steenstrup, dansk biolog
- 1850 – Sebastian Gripenberg, finländsk arkitekt, senator och bankdirektör
- 1856 – Bramwell Booth, brittisk frälsningssoldat och psalmförfattare, general i Frälsningsarmén från 1912
- 1857 – Ruggiero Leoncavallo, italiensk operakompositör
- 1859 – Kenneth Grahame, brittisk författare, mest känd för boken Det susar i säven
- 1863 – Ellen Gulbranson, svensk-norsk operasångerska
- 1878 – Cyrus Locher, amerikansk demokratisk politiker, senator för Ohio 1928
- 1879 – Otto Hahn, tysk kemist, mottagare av Nobelpriset i kemi 1944
- 1886 – Edward C. Kendall, amerikansk kemist, mottagare av Nobelpriset i fysiologi eller medicin 1950
- 1890 – George M. Humphrey, amerikansk republikansk politiker, USA:s finansminister 1953–1957
- 1891 – Ragnar Josephson, svensk professor, chef för Dramaten 1948–1951, ledamot av Svenska Akademien 1960–1966
- 1894 – Agaton Blom, svensk politiker, ordförande för Socialistiska partiet 1943–1948
- 1899 – Eric Linklater, brittisk författare
- 1906 – Victor Hasselblad, svensk industriledare, kamerakonstruktör och fotograf
- 1907 – Konstantinos Karamanlis, grekisk politiker, Greklands premiärminister 1955–1958, 1958–1961, 1961–1963 och 1974–1980, president 1980–1985 och 1990–1995
- 1908 – Sigvard Ohlsson, svensk socialdemokratisk politiker
- 1910
  - Claire Trevor, amerikansk skådespelare
  - Gabriel París Gordillo, colombiansk politiker, Colombias president 1957–1958
- 1912 – Preston Smith, amerikansk demokratisk politiker, guvernör i Texas 1969–1973
- 1918 – Ingrid Envall, svensk skådespelare
- 1920 – Eva Dahlbeck, svensk skådespelare, författare och poet
- 1922
  - Mats Björne, svensk skådespelare
  - Cyd Charisse, amerikansk skådespelare och dansare
- 1924 – Anthony Caro, brittisk skulptör
- 1925 – Jefim Geller, sovjetisk schackspelare
- 1927 – Marianne Fredriksson, svensk författare
- 1935 – Bodil Mannheimer, svensk skådespelare
- 1936
  - Janusz Zakrzeński, polsk skådespelare
  - Nils Nilsson, svensk ishockeyspelare
- 1938
  - George Innes, brittisk skådespelare
  - Leif Silbersky, svensk advokat och författare
- 1939 – Mike Lowry, amerikansk demokratisk politiker, guvernör i Washington 1993–1997
- 1943 – Lynn Redgrave, brittisk skådespelare
- 1945 – Micky Dolenz, amerikansk skådespelare, regissör och musiker, medlem i gruppen The Monkees 1966–1970
- 1948 – Margaret Battavio, amerikansk sångare med artistnamnet Little Peggy March
- 1953 – Vasundhara Raje, indisk politiker
- 1958 – Aleksandr Tarasov, rysk sociolog, statsvetare, kulturdebattör, publicist och författare
- 1961 – Camryn Manheim, amerikansk skådespelare
- 1964 – Peter Gill, brittisk musiker, medlem i gruppen Frankie Goes to Hollywood
- 1968 – Bengt Stenberg, svensk barnskådespelare
- 1970 – Mattias Flink, svensk fänrik och massmördare
- 1971
  - Ardis Fagerholm, svensk sångare, kompositör och sångtextförfattare
  - Bob Boughner, kanadensisk ishockeyspelare
- 1972
  - Joakim Gräns, svensk skådespelare
  - Jakob Sveistrup, dansk artist och lärare
- 1976
  - Freddie Prinze Jr., amerikansk skådespelare
  - Therese Torgersson, svensk seglare
- 1978 – Johanna Sjöberg, svensk simmare
- 1982
  - Erik Ersberg, svensk ishockeymålvakt
  - Thalia Munro, amerikansk vattenpolospelare
- 1995 – Luca Brecel, belgisk snookerspelare
- 2007 – Caden Glover, amerikansk fotbollsspelare

## Avlidna
- 1137 – Adela, omkring 69, engelsk prinsessa, grevinna av Blois, Chartres och Meaux (gift med Stefan Henrik av Blois)
- 1144 – Celestinus II, född Guido di Castello, påve sedan 1143.[5]
- 1466 – Francesco I Sforza, 65, italiensk kondottiär och legosoldatledare (hästolycka)
- 1550 – Johannes av Gud, 55, portugisisk-spansk munk, ordensgrundare och helgon
- 1621 – Enevold Kruse, 66, dansk adelsman, riksståthållare i Norge 1608–1618
- 1702 – Vilhelm III, 51, kung av England, Skottland och Irland sedan 1689, samregent med Maria II 1689–1694, och prinsgemål av dessa länder 1689–1694 (gift med Maria II)
- 1817 – Anna Maria Lenngren, 62, svensk författare
- 1838 – Stephen Decatur Miller, 50, amerikansk politiker, guvernör i South Carolina 1828–1830, senator för samma delstat 1831–1833
- 1844 – Karl XIV Johan, 81, född Jean Bernadotte, fransk marskalk, kung av Sverige och Norge sedan 1818
- 1869 – Hector Berlioz, 65, fransk kompositör
- 1874 – Millard Fillmore, 74, amerikansk politiker, USA:s vicepresident 1849–1850 och USA:s president 1850–1853
- 1886 – John Franklin Miller, 54, amerikansk republikansk politiker och general, senator för Kalifornien sedan 1881
- 1889 – John Ericsson, 85, svensk-amerikansk uppfinnare
- 1898 – Peter Hansborough Bell, 85, amerikansk demokratisk politiker, guvernör i Texas 1849–1853
- 1917 – Ferdinand von Zeppelin, 78, tysk greve, general, uppfinnare och luftskeppskonstruktör
- 1923 – Johannes Diderik van der Waals, 85, nederländsk fysiker, mottagare av Nobelpriset i fysik 1910
- 1930 – William Howard Taft, 72, amerikansk republikansk politiker och jurist, USA:s president 1909–1913
- 1935 – Malcolm R. Patterson, 73, amerikansk demokratisk politiker och jurist, guvernör i Tennessee 1907–1911
- 1940 – Oscar Branch Colquitt, 78, amerikansk demokratisk politiker, publicist och affärsman, guvernör i Texas 1911–1915
- 1942 – José Raúl Capablanca, 53, kubansk schackspelare med smeknamnet Capa, världsmästare i schack 1921–1927
- 1948 – Hulusi Behçet, 49, turkisk dermatolog
- 1971 – Harold Lloyd, 77, amerikansk skådespelare
- 1972
  - Erich von dem Bach-Zelewski, 73, tysk SS-Obergruppenführer
  - Robert Dinesen, 97, dansk regissör, producent och manusförfattare
- 1973 – Ron McKernan, 27, amerikansk musiker och sångtextförfattare med artistnamnet Pigpen, medlem i gruppen Grateful Dead
- 1975 – George Stevens, 70, amerikansk regissör
- 1986 – Hubert Fichte, 51, tysk författare
- 1988 – Henryk Szeryng, 69, polsk violinist och kompositör
- 1990 – Karin Kavli, 83, svensk skådespelare och teaterchef
- 1997 – Stig Carlsson, 71, svensk företagare, uppfinnare och högtalarkonstruktör
- 1998 – Peter Nilson, 60, svensk författare och astronom
- 1999 – Joe DiMaggio, 84, amerikansk basebollspelare
- 2001 – Ninette de Valois, 102, brittisk ballerina och koreograf
- 2005 – Aslan Maschadov, 53, tjetjensk militär och politiker, Tjetjeniens president sedan 1997 (mördad)
- 2006 – Nils Hörjel, 88, svensk ämbetsman, landshövding i Malmöhus län 1973–1984
- 2007 – John Inman, 71, brittisk skådespelare
- 2009 – Maud Hyttenberg, 88, svensk skådespelare
- 2011
  - Iraj Afshar, 85, iransk historiker, iranist, författare och bibliograf
  - Mike Starr, 44, amerikansk basist, bland annat medlem i gruppen Alice in Chains
- 2012 – Simin Daneshvar, 90, iransk författare och litteraturvetare
- 2015
  - Göte Göransson, 94, svensk tecknare och illustratör
  - Bengt Hägglund, 94, svensk teolog
  - Lasse Larsson, 52, svensk fotbollsspelare i Malmö FF
  - Sam Simon, 59, amerikansk tv-producent och manusförfattare, medskapare av Simpsons
  - Lew Soloff, 71, amerikansk jazztrumpetare
- 2017 – George A. Olah, 89, ungersk-amerikansk kemist, mottagare av Nobelpriset i kemi 1994
- 2020 – Max von Sydow, 90, svensk-fransk skådespelare
- 2024 – Herbert Kroemer, 95, tysk fysiker, mottagare av Nobelpriset i fysik 2000